# Сиснес (река)
Сиснес (исп. Río Cisnes) — река в области Айсен-дель-Хенераль-Карлос-Ибаньес-дель-Кампо чилийской Патагонии.

## География
Река берёт начало в Андах близ границы с Аргентиной. Течет на запад, впадает в пролив Пуюгуапи Тихого океана, отделяющий остров Магдалена от материка, близ посёлка Пуэрто-Сиснес (коммуна Сиснес провинции Айсен).
Общая площадь бассейна реки составляет 5464 км², длина реки — 160 км.